# Guo Qiqi
Guo Qiqi (en chino: 郭崎琪, 7 de agosto de 1998) es una deportista china que compite en gimnasia rítmica, en la modalidad de conjuntos.
Participó en dos Juegos Olímpicos de Verano, obteniendo una medalla de oro en París 2024, en la prueba por conjuntos (junto con Hao Ting, Huang Zhangjiayang, Wang Lanjing y Ding Xinyi), y el cuarto lugar en Tokio 2020, en la misma prueba.
Ganó tres medallas en el Campeonato Mundial de Gimnasia Rítmica de 2023, oro en la prueba de 5 con aro y plata en el concurso completo y en 3 con cinta + 2 con pelota.

## Palmarés internacional
| Juegos Olímpicos   | Juegos Olímpicos  | Juegos Olímpicos | Juegos Olímpicos           |
| Año                | Lugar             | Medalla          | Prueba                     |
| ------------------ | ----------------- | ---------------- | -------------------------- |
| 2024               | París (Francia)   | Medalla de oro   | Conjuntos                  |
| Campeonato Mundial |                   |                  |                            |
| Año                | Lugar             | Medalla          | Prueba                     |
| 2023               | Valencia (España) | Medalla de oro   | 5 con aro                  |
| 2023               | Valencia (España) | Medalla de plata | Concurso completo          |
| 2023               | Valencia (España) | Medalla de plata | 3 con cinta + 2 con pelota |